# FOREVER THE BEST OF LAZY KNACK
『FOREVER THE BEST OF LAZY KNACK』（フォーエバー・ザ・ベスト・オブ・レイジー・ナック）はLAZY KNACKのベスト・アルバム。

## 概要
- 8thシングル「KNIFE」と同時発売。
- 本作発売の一週間後に、LAZY KNACKは解散した。

## 収録曲
1. CRYSTAL GAME (3:40)
作詞:LAZY KNACK、作曲:浅倉大介、編曲:浅倉大介
2. SPARK (4:24)
作詞:香月優奈、作曲:浅倉大介、編曲:浅倉大介
3. とまどわずふり向かず (4:25)
作詞:清水聡、作曲:浅倉大介、編曲:浅倉大介
4. Moon (4:24)
作詞:香月優奈・田形美喜子、作曲:石井妥師、編曲:石井妥師
5. CHANCE (4:24)
作詞:田形美喜子、作曲:石井妥師、編曲:西平彰
6. DESTINY (4:56)
作詞:ジョー・リノイエ、作曲:ジョー・リノイエ、編曲:ジョー・リノイエ・鈴川真樹
7. 夏の夜の夢 (4:51)
作詞:田形美喜子、作曲:ジョー・リノイエ、編曲:ジョー・リノイエ・鈴川真樹
8. KNIFE -edge up edit- (8:01)
作詞:香月優奈、作曲:藤田宜久、編曲:藤田宜久
9. 風に身をまかせ (5:06)
作詞:香月優奈、作曲:浅倉大介、編曲:浅倉大介
10. Treasure (4:00)
作詞:清水聡、作曲:石井妥師、編曲:石井妥師
11. RHYTHM (4:41)
作詞:香月優奈、作曲:石井妥師、編曲:藤田宜久
12. INTO A DREAM (6:03)
作詞:ジョー・リノイエ、作曲:鈴川真樹、編曲:ジョー・リノイエ・鈴川真樹
13. REAL (5:16)
作詞:田形美喜子、作曲:石井妥師、編曲:藤田宜久
14. YES WE CAN (4:41)
作詞:大塚千恵子、作曲:鈴川真樹、編曲:ジョー・リノイエ・鈴川真樹